# رودنی جرکینز
رودنی رود جرکینز (انگلیسی: Rodney Roy Jerkins؛ زادهٔ ۲۹ ژوئیهٔ ۱۹۷۷) شناخته‌شده با نام هنری دارک‌چیلد، تهیه‌کننده موسیقی، رپر، ترانه‌نویس اهل ایالات متحده آمریکا است.
 او با طیف گسترده‌ای از هنرمندان محبوب موسیقی از جمله برندی نروود، مری جی. بلایژ، جنت جکسون، ویتنی هیوستون، مایکل جکسون، دستینیز چایلد، پوسی‌کت دالز، مونیکا، بیانسه، جنیفر لوپز، تونی برکستون، بریتنی اسپیرز، لوداکریس، سی‌یرا، لیدی گاگا، جاستین بیبر و اگنس مونیکا همکاری کرده‌است. وی از سال ۱۹۹۳ میلادی تاکنون مشغول فعالیت بوده‌است.